# Schau mich an!
Schau mich an! (Originaltitel: Comme une image) ist eine französische Filmkomödie aus dem Jahr 2004.

## Handlung
Der Film zeigt die Geschichte von vier Menschen, die jeweils mit ihren eigenen Problemen zu kämpfen haben und deren Versuche, sie zu lösen. 
Da ist zum einen die junge Lolita Cassard eine begabte Sängerin, die allerdings große Minderwertigkeitskomplexe bezüglich ihrer Figur hat, weil sie nicht so aussieht wie all die Models aus den Modemagazinen. Ihr Vater, der berühmte Schriftsteller Étienne Cassard, hält sich für zu alt und ungeliebt, weswegen er seiner Tochter kaum beistehen kann. 
Der junge aufstrebende Schriftsteller Pierre Millet glaubt nicht mehr an seinen Erfolg und ist völlig verzweifelt. Jedoch seine Frau Sylvia Millet glaubt fest an ihn. Als sie erfährt, dass Lolita die Tochter des von ihr bewunderten Schriftstellers Étienne ist, nutzt sie die Gunst der Stunde und freundet sie sich mit ihr an um ihrem Mann dadurch Türen zu öffnen. Dabei lernt sie Lolita besser kennen.

## Kritik
„Ein Reigen emotionaler Abhängigkeiten und Bedürfnisse setzt sich in Bewegung. Solide erzählte, mit pointierten Dialogen gewürzte Gesellschaftssatire aus dem Pariser Intellektuellen-Milieu. Das Duo Jaoui/Bacri präsentiert einmal mehr eine bissig-humorvolle zeitgenössische ‚comédie humaine‘.“

„Nach dem bemerkenswerten Debüt Lust auf Anderes begeistert Agnès Jaoui erneut mit einem aus dem Leben gegriffenen, bunten Reigen, der mal wortwitzig und mal dramatisch daherkommt. Die sensible Figurenzeichnung und der manchmal recht satirische Blick auf die Selbstverliebtheit der Pariser Intellektuellen unterhält Freunde warmherziger Komödien aus Frankreich aufs Beste.“

„Von der Selbstverständlichkeit der schlechten Laune: Agnès Jaoui setzt in der Komödie Schau mich an alltägliche Peinlichkeiten präzise in Szene. […] Unter humoristischen Einzelbeobachtungen etwas verborgen, erzählt Schau mich an letztlich von einer langsamen Desillusionierung – und damit doch wieder von einem großen Gefühl.“

## Auszeichnungen
- Europäischer Filmpreis 2004
  - Bestes Drehbuch: Agnès Jaoui und Jean-Pierre Bacri
  - Beste Regie: Nominierung für Agnès Jaoui

- Internationale Filmfestspiele von Cannes 2004
  - Beste Drehbuch: Agnès Jaoui und Jean-Pierre Bacri
  - Goldene Palme: Nominierung für Agnès Jaoui

- César 2005
  - Bestes Drehbuch: Nominierung für Agnès Jaoui und Jean-Pierre Bacri
  - Beste Nachwuchsdarstellerin: Nominierung für Marilou Berry

- Chlotrudis Awards 2006
  - Beste Hauptdarsteller: Marilou Berry

Die Deutsche Film- und Medienbewertung FBW in Wiesbaden verlieh dem Film das Prädikat besonders wertvoll.